# Neoepiscardia hyalodes
Neoepiscardia hyalodes är en fjärilsart som beskrevs av Edward Meyrick 1913. Neoepiscardia hyalodes ingår i släktet Neoepiscardia och familjen äkta malar. Inga underarter finns listade i Catalogue of Life.